# Lin Anderson
Lin (Linda) Anderson (Greenock, ...) è una scrittrice e sceneggiatrice britannica, parte del gruppo giallista Tartan Noir.
I suoi romanzi vengono sviluppati in serie televisive dal canale ITV.

## Biografia
Nata a Greenock in Scozia da genitori scozzesi-irlandesi, suo padre è stato un detective del Dipartimento Indagini Criminali (CID). Ha lavorato nei bush nigeriani per cinque anni negli ottanta e un suo racconto a sfondo africano è stato trasmesso da BBC Radio 4. Un'altra delle sue storie africane è stata pubblicata nell'antologia di racconti brevi in occasione del 10º Anniversario Macallan/Scotland on Sunday. Prima di diventare scrittrice a tempo pieno, Lin Anderson insegnava matematica e computazione al George Watson's College di Edimburgo.
Un film con la sua sceneggiatura Small Love è stato proiettato al London Film Festival e all'Edinburgh International Film Festival nel 2001, poi trasmesso dalla Televisione Scozzese nel 2001 e 2002. Da allora si è diplomata presso la recentemente creata Screen Academy Scotland, e sta preparando altre sceneggiature.
Lin è una fan appassionata del film Braveheart - Cuore impavido e afferma di averlo visto almeno cinquanta volte: nel 2004 ha scritto un libro sulla sua produzione (cfr. Altre opere più sotto). Attualmente vive nel quartiere di Merchiston a Edimburgo, vicino agli scrittori Ian Rankin ed Alexander McCall Smith.
Lin Anderson fa parte del trio giallista Femmes Fatales, insieme ad Alanna Knight e Alex Gray.

## Opere
- La bambina che giocava con il fuoco (Driftnet, 2003), Newton Compton (2009) ISBN 9788854115125

### Serie Rhona MacLeod
- Torch (2004)
- Deadly Code (2005)
- Blood Red Roses (2005)
- Dark Flight (2007)
- Easy Kill (2008)
- Final Cut (2009)
- Reborn (2010)

### Sceneggiature
- Small Love (2001)
- River Child (2006)[6]
- The Incredible Lightness of Brian (2006)

### Altre opere
- Braveheart: From Hollywood to Holyrood (2004)[8]